# Hà Tây (xã)
Hà Tây là một xã thuộc huyện Chư Păh, tỉnh Gia Lai, Việt Nam.
Xã Hà Tây có diện tích 222 km², dân số năm 2020 là 5.071 người.